# تيل (فرنسا)
 تول، (بالفرنسية: Tulle)‏، 
تنطق بالفرنسية: [tyl]
، هي بلدية في وسط فرنسا. وهي عاصمة كوريز، في منطقة نوفيل آكيتين. وهي أيضًا رؤية الأسقفية لأبرشية الروم الكاثوليك في تول. وهي ثالث أكبر مدينة في منطقة ليموزين السابقة، بعد ليموج وبريف لا جايارد.

## المناخ
يظهر الجدول التالي التغييرات المناخية على مدار السنة لتيل:
| البيانات المناخية لـتيل            | البيانات المناخية لـتيل | البيانات المناخية لـتيل | البيانات المناخية لـتيل | البيانات المناخية لـتيل | البيانات المناخية لـتيل | البيانات المناخية لـتيل | البيانات المناخية لـتيل | البيانات المناخية لـتيل | البيانات المناخية لـتيل | البيانات المناخية لـتيل | البيانات المناخية لـتيل | البيانات المناخية لـتيل | البيانات المناخية لـتيل |
| الشهر                              | يناير                   | فبراير                  | مارس                    | أبريل                   | مايو                    | يونيو                   | يوليو                   | أغسطس                   | سبتمبر                  | أكتوبر                  | نوفمبر                  | ديسمبر                  | المعدل السنوي           |
| ---------------------------------- | ----------------------- | ----------------------- | ----------------------- | ----------------------- | ----------------------- | ----------------------- | ----------------------- | ----------------------- | ----------------------- | ----------------------- | ----------------------- | ----------------------- | ----------------------- |
| الدرجة القصوى °م (°ف)              | 18.1 (64.6)             | 24.8 (76.6)             | 27.0 (80.6)             | 30.1 (86.2)             | 34.0 (93.2)             | 40.0 (104.0)            | 40.0 (104.0)            | 40.5 (104.9)            | 35.5 (95.9)             | 30.6 (87.1)             | 25.8 (78.4)             | 20.2 (68.4)             | 40.5 (104.9)            |
| متوسط درجة الحرارة الكبرى °م (°ف)  | 8.4 (47.1)              | 10.4 (50.7)             | 14.2 (57.6)             | 17.0 (62.6)             | 21.0 (69.8)             | 24.6 (76.3)             | 27.0 (80.6)             | 26.8 (80.2)             | 22.9 (73.2)             | 18.3 (64.9)             | 12.0 (53.6)             | 8.8 (47.8)              | 17.7 (63.9)             |
| المتوسط اليومي °م (°ف)             | 4.3 (39.7)              | 5.4 (41.7)              | 8.4 (47.1)              | 10.9 (51.6)             | 14.7 (58.5)             | 18.0 (64.4)             | 20.3 (68.5)             | 20.0 (68.0)             | 16.4 (61.5)             | 13.0 (55.4)             | 7.6 (45.7)              | 4.8 (40.6)              | 12.0 (53.6)             |
| متوسط درجة الحرارة الصغرى °م (°ف)  | 0.3 (32.5)              | 0.5 (32.9)              | 2.6 (36.7)              | 4.9 (40.8)              | 8.5 (47.3)              | 11.5 (52.7)             | 13.5 (56.3)             | 13.1 (55.6)             | 9.8 (49.6)              | 7.6 (45.7)              | 3.2 (37.8)              | 0.9 (33.6)              | 6.4 (43.5)              |
| أدنى درجة حرارة °م (°ف)            | −21.0 (−5.8)            | −16.1 (3.0)             | −13.0 (8.6)             | −7.0 (19.4)             | −2.0 (28.4)             | −0.5 (31.1)             | 4.7 (40.5)              | 2.0 (35.6)              | 0.0 (32.0)              | −5.4 (22.3)             | −10.0 (14.0)            | −15.5 (4.1)             | −21.0 (−5.8)            |
| الهطول مم (إنش)                    | 111.5 (4.39)            | 95.3 (3.75)             | 94.6 (3.72)             | 111.2 (4.38)            | 107.6 (4.24)            | 84.0 (3.31)             | 79.8 (3.14)             | 78.2 (3.08)             | 101.1 (3.98)            | 120.5 (4.74)            | 122.8 (4.83)            | 123.3 (4.85)            | 1٬229٫9 (48.42)         |
| متوسط أيام هطول الأمطار (≥ 1.0 mm) | 13.4                    | 10.7                    | 11.4                    | 12.6                    | 12.5                    | 9.3                     | 8.1                     | 8.8                     | 9.5                     | 12.0                    | 12.8                    | 12.8                    | 133.9                   |
| المصدر: Météo France               |                         |                         |                         |                         |                         |                         |                         |                         |                         |                         |                         |                         |                         |

## توأمة
لتيل (فرنسا) اتفاقيات توأمة مع كل من:
- شورندورف
- رينتيريا
- Lousada [الإنجليزية]‏
- سمولينسك
- Dueville [الإنجليزية]‏
- بري [الإنجليزية]‏

## أعلام
- توماس دومينغو
- إيريك رومر
- روبرت نيفيل
- لوران كوشيلني
- تشارلز سيلفستر